# 蔡四维
蔡四维（1927年—2012年8月24日），男，湖南益阳人，中国土木工程学家、力学家，曾任安徽水电学院教师，合肥工业大学教授，中国力学学会理事。